# 민비 (드라마)
《민비》는 1973년 4월 2일부터 1973년 12월 28일까지 방영된 MBC 일일연속극이다.

## 등장 인물
- 김영애 : 민비
- 정욱 : 고종
- 김성옥 : 대원군
- 정혜선 : 조대비
- 주연 : 이귀인
- 백일섭
- 윤여정
- 김혜자
- 박규채
- 박정자
- 김상순
- 김정연
- 박미영
- 박경현
- 김수미
- 김보경
- 김용숙